# Банвиль, Теодор де
Теодор де Банви́ль (фр. Théodore de Banville — Etienne Jean Baptiste Claude Théodore Faullain de Banville; 14 марта 1823 года, Мулен, Франция — 13 марта 1891 года, Париж, Франция) — французский поэт, драматург, критик, журналист и писатель.

## Биография
Теодор де Банвиль родился 14 Марта 1823 года в Мулене.
Первый стихотворный сборник — «Кариатиды» («фр. Les Cariatides») опубликовал в 1842 году.
Входил в поэтическую группу Парнасцы, выпускавшую сборник «Современный Парнас» (выходил трижды — в 1866, 1869 и 1876 годах).
Теодор де Банвиль умер в Париже 13 марта 1891 года. Похоронен на кладбище Монпарнас.

## Творчество
В ранних произведениях испытал влияние романтиков — Виктора Гюго и Альфреда де Мюссе. В таком романтическом духе написан первый сборник стихов — «Кариатиды».
Впоследствии на него произвела впечатления литературная проповедь Теофиля Готье об «искусстве для искусства», которая нашла отражение в «Маленьком трактате о французской поэзии».
Под влиянием «парнасцев» был написан сборник стихов «Сталактиты».
Эстетическая критика буржуазного мира нашла отражение в сборниках «Акробатические оды» и «Новые акробатические оды», где автор обличает меркантильный дух Второй империи, — империи «Французского банка и денег».
Политические мотивы, выраженные в стихотворных портретах борцов Коммуны, звучат в сборниках «Прусские идиллии» и «Парижские камеи».

## Произведения

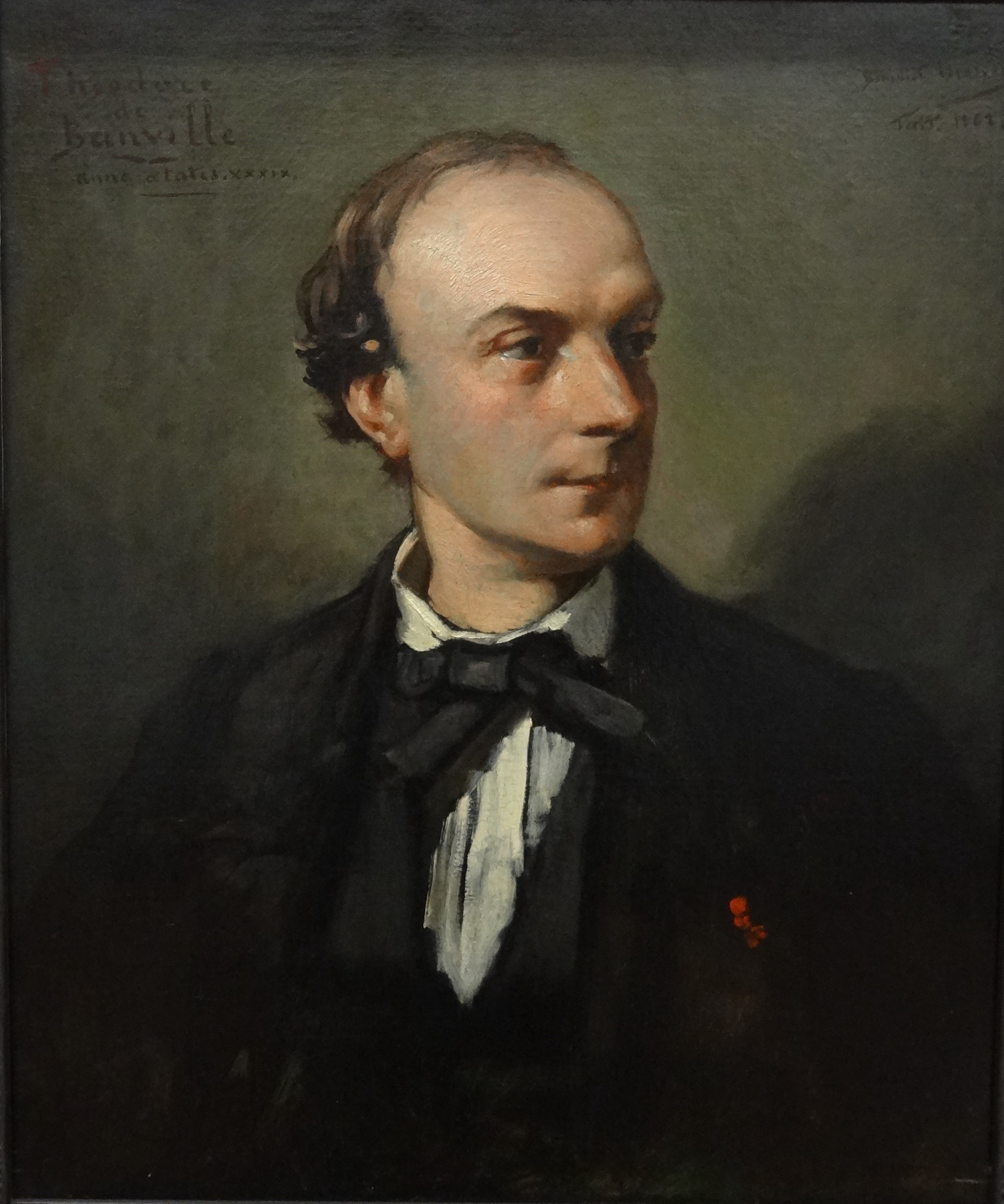
Теодор де Банвиль в возрасте 39 лет

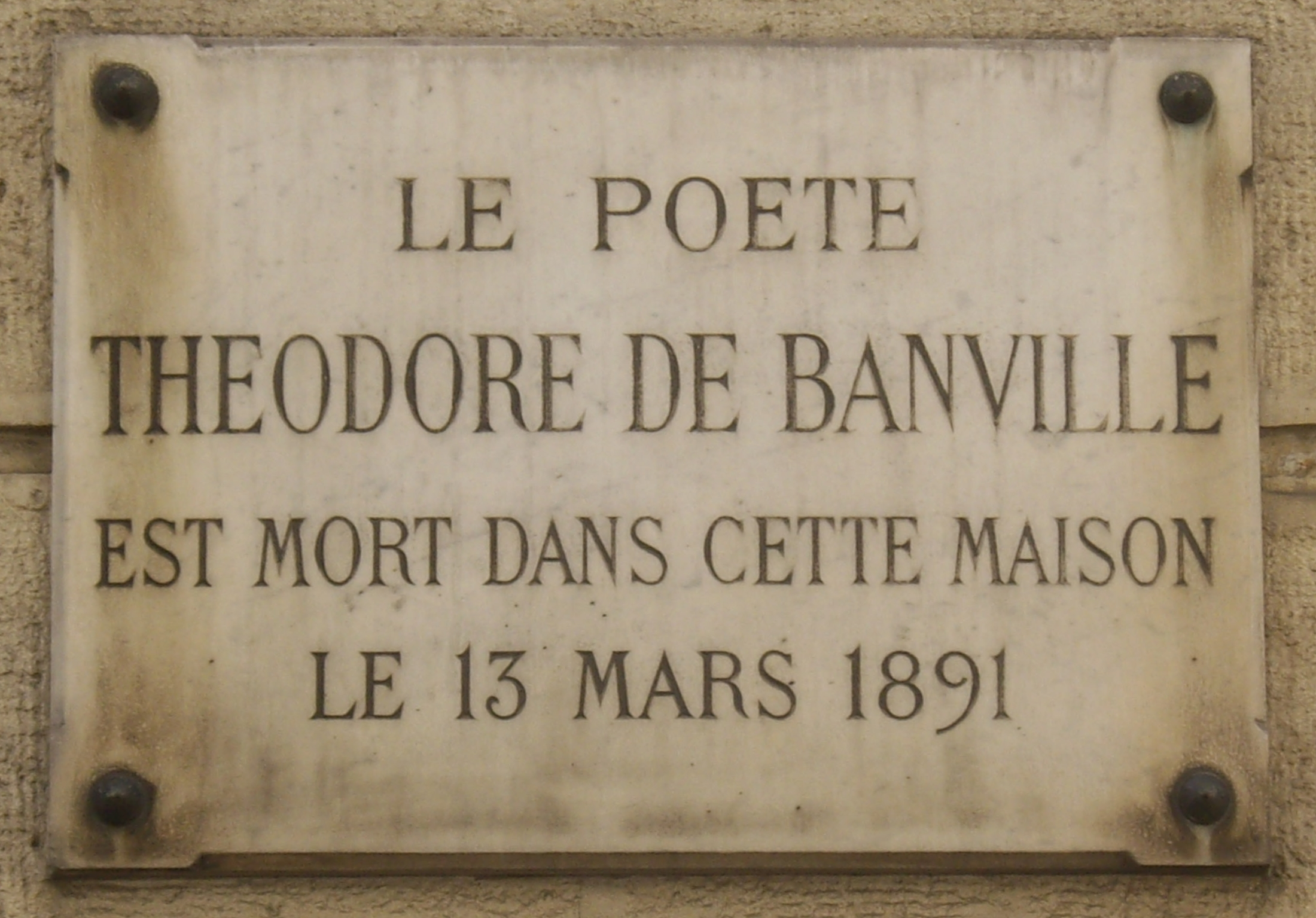
Памятная табличка на парижском доме, в котором жил Теодор де Банвиль

### Стихи и стихотворные сборники в хронологическом порядке
- Кариатиды (фр. Les Cariatides, 1842 год)[3][4].
- Сталактиты (фр. Les Stalactites, 1846 год)[3][4].
- Акробатические оды (фр. Odes funambulesques, 1857 год)[3][4].
- Изгнанники (фр. Les Exilés, 1867 год)[3][4].
- Новые акробатические оды (фр. Nouvelles odes funambulesques, 1869 год)[3][4].
- Прусские идиллии (1871 год)[3].
- Маленький трактат о французской поэзии (фр. Petit traité de poésie française, 1872 год)[3][4].
- Парижские камеи (1866—1873)[3].
- Рондели (фр. Rondels, 1875 год)[3][4].
- Веселые баллады (1875 год)[5].
- Мы все (1884 год)[5].
- Золотые рифмы (1891 год)[5].

### Пьесы для театра в хронологическом порядке
- фр. Gringoire, 1866[5].
- фр. Socrate et sa femme, «Жена Сократа», 1885. На русский язык комедия была переведена стихами Анной Мысовской (по поручению А. Н. Островского)[7].

### Статьи и очерки в хронологическом порядке
- фр. Petit traité de versification française, P., 1872 год[5].
- фр. Mes souvenirs, P., 1882 год[5].
- фр. Paris vécu, P., 1883 год[5].

### Издания на французском языке
- Comédies, P., 1892.
- Poesies completes, v. I—3, P., 1878—79; Critiques, Р., 1917.
- Critique, P., 1917.

### Издания на русском языке
- Банвиль Т. Грегуар. — Театр и искусство, СПб, 1903[4]
- Банвиль Т. Стихи. — В кн.: Поэзия Франции. Век XIX. М., 1985[4]

### На русском языке
- Банвилль, Теодор // Энциклопедический словарь Брокгауза и Ефрона : в 86 т. (82 т. и 4 доп.). — СПб., 1890—1907.
- Плеханов Г. В., Литература и эстетика, т. 1, М., 1958, с. 140, 143.
- Франс А., Литература и жизнь, пер. с франц., М.— Л., 1921.
- Франс А., Теодор де-Банвиль, Поли. собр. соч., т. 20, М.—Л., 1931.

### На иностранных языках
- Sainte-Beuve Ch., Causeries du Lundi, P., 1851—1857, t. XIV.
- Barbey d’Aurevilly J., Les oeuvres et les hommes, P., 1861—1895.
- Lemaître J., Les contemporains, Études et portraits littéraires, P., 1885—1896.
- Tellier J., Les écrivains d’aujourd’hui. Nos poètes, P., 1888.
- Grein H., Studien über den Reim bei Th. de B., ein Beitrag zur Geschichte der französischen Verstechnik, Kiel, 1903.
- Charpentier L., Th. de B., L’homme et son oeuvre, P., 1925.